# 昂代勒河
昂代勒河（法語：Andelle，法語發音：[ɑ̃dɛl]）是法國的河流，流經滨海塞纳省和厄尔省，河道全長56.8公里，流域面積740平方公里，發源自塞爾克，河口處在皮特尔，平均流量每秒7.2立方米。

## 外部連結
- Sandre数据库中的昂代勒河 （页面存档备份，存于） （法文）
- 法国地理网 （页面存档备份，存于） （法文）